# Terril 2 (Haillicourt)

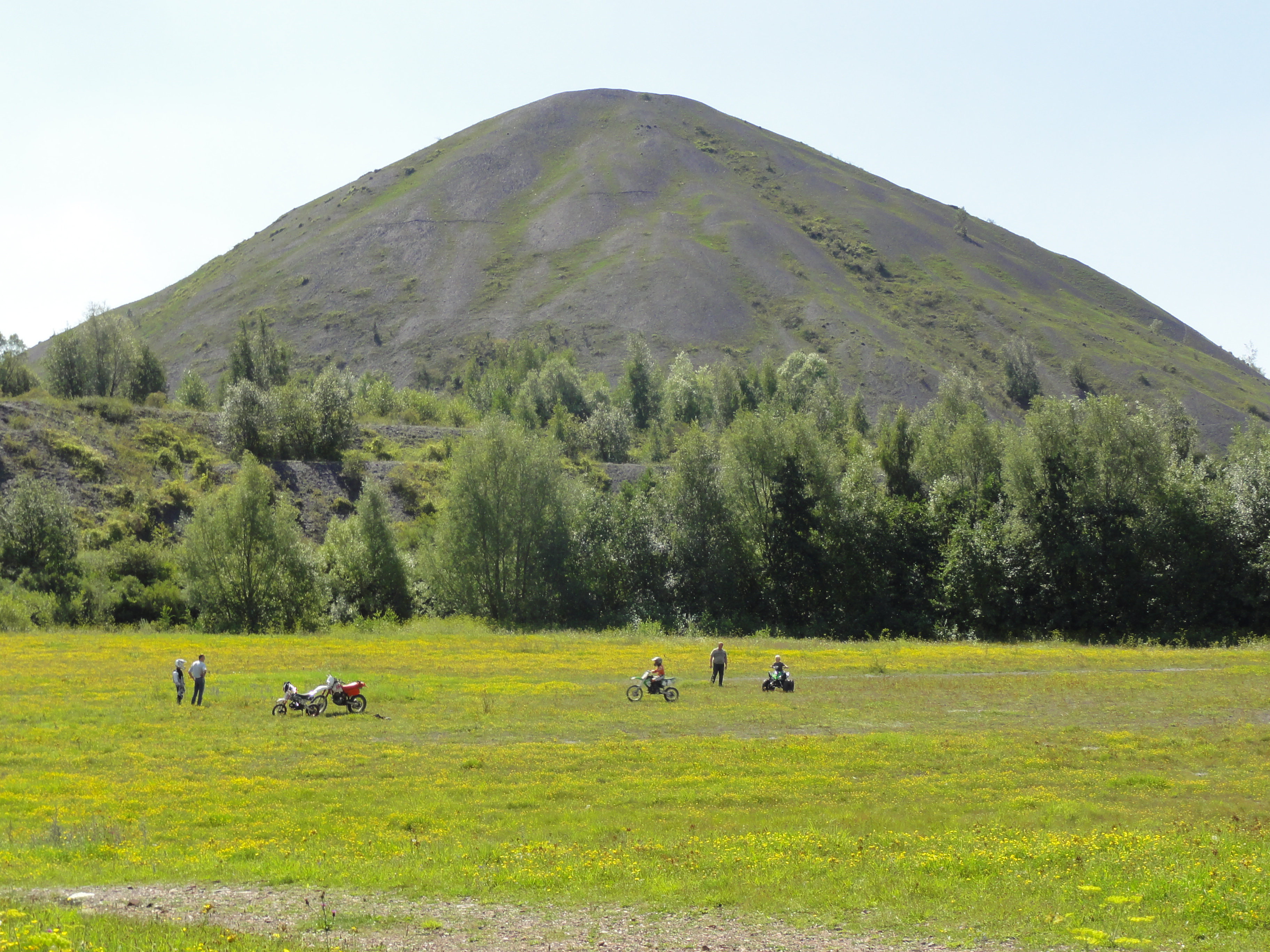
Terril 2 in Haillicourt

De Terril 2 is een mijnterril in de Noord-Franse gemeente Haillicourt. 
De steenkoolmijn van Bruay werd gesloten in de jaren 1950 maar de Terril 2 van mijn 6 werd behouden. Het is een conische mijnberg van 100 meter en de top bevindt zich op 180 meter boven zeeniveau. De mijnberg is schaars begroeid en kan via een pad en een trap beklommen worden. Van daar heeft men een zicht op het parc d'Olhain. Naast deze terril bevindt zich Terril 3, die niet toegankelijk is.